# Frances Ivens
Mary Hannah Frances Ivens (1870 - 6 février 1944), du Royal College of Obstetricians and Gynaecologists) est une obstétricienne et gynécologue britannique, la première femme à être nommée à un poste de consultante dans un hôpital de Liverpool. Pendant la Première Guerre mondiale, elle est officier médecin en chef, au Scottish Women’s Hospital de Royaumont, au Nord-Est de Paris. Elle est récompensée de la Légion d'Honneur et de la Croix de guerre pour ses services rendus aux forces françaises.

## Jeunesse et éducation
Frances Ivens est née à Little Harborough, près de Rugby dans le Warwickshire en 1870. Elle est la cinquième enfant d'Elizabeth Ashmole (1840-1880), fermière, et William Ivens (1830-1905), fermier et commerçant en bois. Elle intègre l'École de Médecine pour Femmes de Londres en 1894, à l'âge de 24 ans. Elle fait ses études cliniques au Royal Free Hospital et reçoit en 1900 la médaille d'or en obstrétique, et les honneurs en médecine et en médecine légale. En 1902, elle obtient sa licence en médecine et chirurgie avec la mention « first class honours ». En 1903, elle obtient son Master en chirurgie. Frances Ivens est la troisième femme britannique à obtenir un Master en chirurgie. Elle acquiert davantage d'expérience, après ses études, en obstétrique et en gynécologie à Dublin et à Vienne. S'ensuivent sept années de pratique en chirurgie à Londres au Royal Free Hospital, au Elizabeth Garrett Anderson Hospital (nouvel hôpital pour femmes) de Londres, et au sein du Canning Town Mission Hospital pour femmes, dans l'est de Londres.
Après sa formation en médecine, Frances Ivens développe un intérêt particulier pour la santé et le bien-être des femmes et des enfants. elle assiste à des conférences et prend la parole afin d’améliorer les conditions des femmes ; en octobre 1913, elle prend part à un panel de discussions sur « l’éducation morale des jeunes » à la Conférence Annuelle du « National Union of Women Workers » de Grande-Bretagne et d’Irlande.

## Liverpool 1907-1914
En 1907 elle est nommée en tant que chirurgienne gynécologue dans une nouvelle unité du Liverpool Stanley Hospital ; elle est ainsi la première femme à tenir un poste honorifique dans un hôpital de Liverpool. Un don de lits y avait été fait à la condition spéciale que les patients correspondants soient aux soins d'une femme médecin. 
Elle y bâtit un grand département de consultation externe en gynécologie. Par la suite, elle est nommée chirurgien honorifique au Liverpool Samaritan Hospital. À Liverpool, elle se bat afin que davantage de femmes soient nommées à des postes au sein de l'hôpital ; elle devient un membre éminent de la Société Anglaise Médicale du Nord de l'Angleterre. Frances Ivens était aussi active dans le mouvement des suffragettes, et était présidente de la branche de Liverpool de la Société Conservatrice et Unioniste du Suffrage Féminin. 

## Chirurgienne à Royaumont

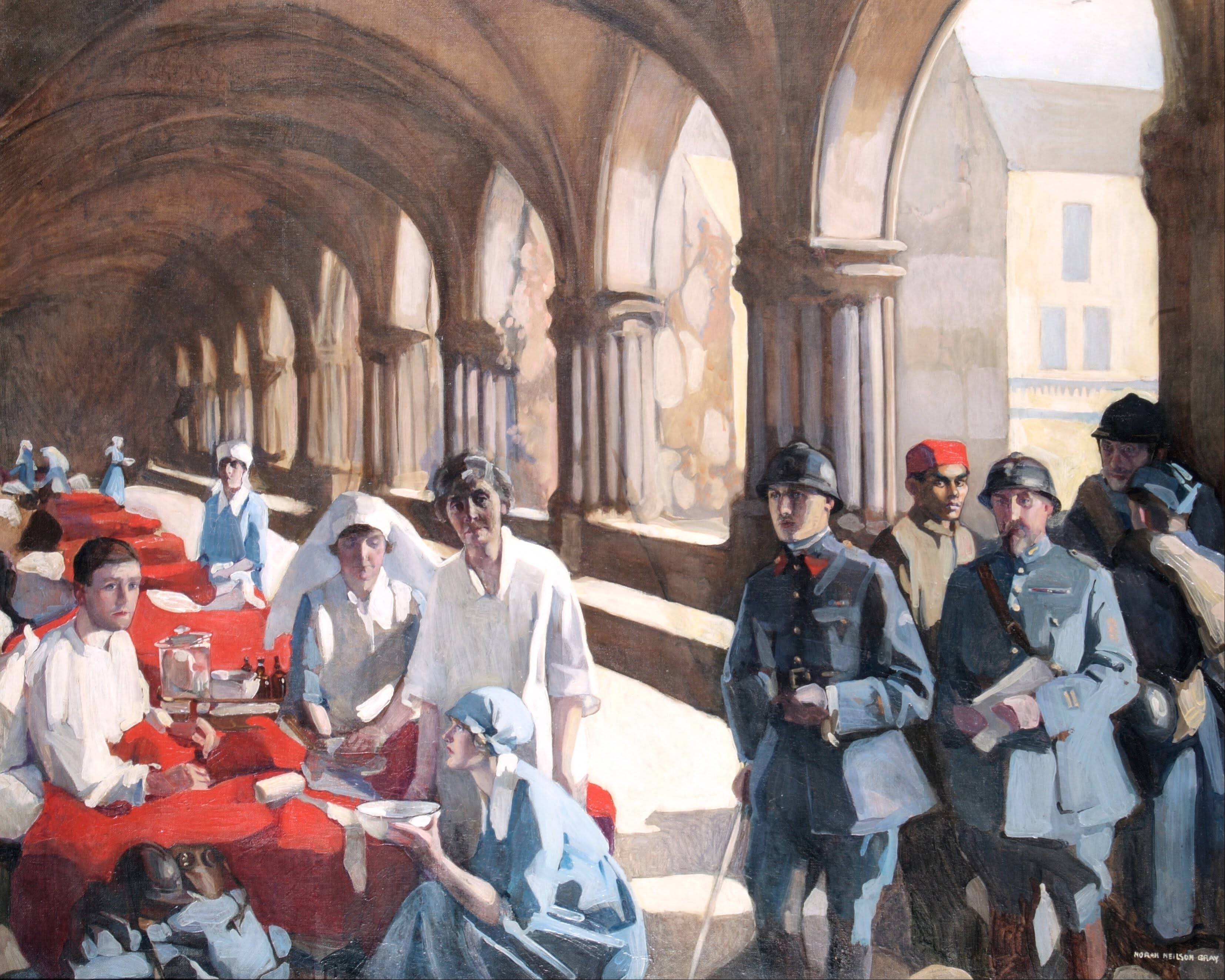
« The Scottish Women's Hospital : In The Cloister of the Abbaye at Royaumont. Dr Frances Ivens inspecting a French patient », peint par Norah Neilson Gray.

En décembre 1914, elle se porte volontaire pour servir en France en tant que chef d’unité de « Scottish Women’s Hospital », qui était établi à l’Abbaye de Royaumont sous l’égide de la Croix Rouge française. Il s’agit de l’hôpital auxiliaire 301, situé à environ 30 kilomètres du nord de Paris. Le Scottish Women’s hospital a été fondé par Elsie Inglis, une femme médecin écossaise. 
Le groupe des Scottish Women fonde aussi des hôpitaux en Serbie. 
Quelques-unes des « femmes de Royaumont », comme on les appelait, sont des pacifistes ayant rejoint la Women’s International League for Peace and Freedom, qui est née à Genève, en Suisse. Cependant, celles qui vont ensuite travailler à Royaumont mettent de côté leurs sentiments anti-guerre afin de se concentrer sur leur nouvelle responsabilité, celle d’aider les hommes blessés de la Grande Guerre, dans laquelle la Grande-Bretagne, la France et la Russie se battent contre l’Allemagne.
Avant la guerre, Frances Ivens n’a pas soigné d’hommes, sa pratique étant réduite aux femmes et aux enfants. Elle n’a pas non plus d'expérience dans le soin des blessures résultant de batailles. Elle lit beaucoup sur le sujet, comme nous le montre le don de livres qu’elle fait au Liverpool Medical Institution. 
L’arrivé à Royaumont est aventureuse. Frances Ivens, en tant que chirurgien chef, et ses collègues arrivent en France, dans l’abbaye de Royaumont (datant du XIIe siècle) au cours du très froid hiver de 1914. Dans cette vieille bâtisse il n’y a ni électricité, ni chauffage, ni meubles; tandis que les bombardements sont proches. Elles ont peu d’équipements et de fonds financiers, et doivent affronter la bureaucratie militaire française. Mais, en moins d’un mois, elles commencent à recevoir du soutien d’autres femmes britanniques ainsi que de femmes d’autres pays.
L’hôpital soigne les blessés français du front de l’Ouest. Son sens remarquable du leadership ainsi que le travail dans son unité sont reconnus par l’armée française. Une centaine de lits sont initialement prévus; à la fin du conflit, le chiffre est monté à 600. Elle poursuit son œuvre en tant que médecin chef jusqu’en février 1919, avec un seul retour en Angleterre, qu’elle passe essentiellement à donner des conférences dans le but de récolter de l’argent pour l’hôpital. En 1917, un autre hôpital à Villers-Cotterêts est ouvert, plus proche du front de l’Ouest. Là, elle opère sous le feu de l’ennemi pendant l’avancée allemande de 1918, jusqu’à être forcée de fuir, de nouveau à Royaumont.
Frances Ivens est aidée par le Dr Depage, belge, ainsi que son épouse, qui ont auparavant travaillé pour établir des hôpitaux belges dans les Balkans. 
Basé sur son expérience des blessures de guerre en Serbie, Depage est convaincu que davantage pouvait et devait être fait afin de sauver les soldats blessés de la perte d’un membre ou de la vie. Il conçoit et organise une stratégie pour un meilleur soin des blessures, à la fois sur le front et dans les hôpitaux du pays. Pour les patients arrivant à Royaumont de nuit, depuis le front, par des trains ambulanciers, Ivens demande que les patients blessés suspectés de pouvoir développer des gangrènes gazeuses soient traités par les méthodes du Dr Depage.
Ivens garde des écrits recensant ses trouvailles, qu’elle présente en décembre 1916 à la section de chirurgie de la « Royal Society of Medicine » de Londres. Elle les publie plus tard dans les documents de la Royal Society of Medicine. 
Pendant la guerre, Ivens et son équipe soignent plus de 10 861 patients, dont 8 752 soldats. L’essentiel des opérations chirurgicales est réalisé par Ivens et par son second Ruth Nicholson (en). Le taux de mortalité remarquablement bas de 1,82% est inférieur à celui des hôpitaux militaires similaires. Les médecins de Royaumont sont les pionniers d'une nouvelle approche du traitement de la gangrène gazeuse, utilisant les rayons X et la bactériologie pour le diagnostic, suivi d'un débridement chirurgical complet des tissus affectés. Elle publie des comptes rendus de cette pratique dans des revues médicales. Ils utilisent également l'antisérum fourni par l'Institut Pasteur de Paris. L'hôpital est contrôlé et approuvé par de nombreux généraux et fonctionnaires français, et sa réputation est due en grande partie à la direction de Frances Ivens.

## Carrière d’après-guerre
Après la guerre, Ivens retourne à l’hôpital de Liverpool. Elle est étroitement associée à la reconstruction de la maternité et à la création de la Liverpool Women's Radium League. Elle joue également un rôle important dans la création du Crofton Recovery Hospital for Women.
Pendant cette période, Ivens participe activement à promouvoir la cause des femmes en médecine et est élue présidente de la Fédération des femmes médecins de 1924 à 1926. En 1928, elle publie un ouvrage intitulé The scope of caesarean section : an analysis of 295 cases of the classical operation. Quelques années plus tard, en 1929, elle est la première femme à être élue vice-présidente de la Liverpool Medical Institution lorsqu'elle devient membre fondateur du Royal College of Obstetricians and Gynaecologists la même année. 
À l'âge de soixante ans, elle épouse Charles Knowles, alors veuf, qu'elle a connu lors de ses études. Ils déménagent à Londres où elle reprend un cabinet de consultants jusqu’à ce que son mari et elle prennent leur retraite à Truro, en Cornouailles. C’est Ruth Nicholson (en) qui lui succède dans son poste à Liverpool; elle a été son assistante à Royaumont.
Au début de la Seconde Guerre mondiale en 1939, elle est inspectrice médicale auprès de la Croix-Rouge en Cornouailles. Elle joue également un rôle de premier plan dans les activités de l'Association de Royaumont et Villers-Cotterêts et est présidente du comité des Amis des combattants français en Cornouailles. 

## Dernières années et décès
Parlant couramment le français, elle voyage régulièrement en France où elle rend visite à d'anciens patients. De nombreux blessés qu'elle a soignés à Royaumont lui écrivent régulièrement. Elle garde également contact avec les anciens membres du personnel qui se réunissent chaque année lors du dîner annuel de l'Association de Royaumont. 
Elle meurt le 6 février 1944 à l'âge de 74 ans, à Killagorden dans le village de St Clément en Cornouailles.

## Distinctions et récompenses
En reconnaissance de ses services à Royaumont, elle est décorée par le président français de la Légion d'honneur. En décembre 1918, elle reçoit la Croix de Guerre avec une palme, gravée de la citation suivante : "...ayant assuré, jour et nuit, le traitement des blessés français et alliés lors des bombardements répétés de Villers-Cotterêts en mai 1918. À l'approche de l'ennemi, elle a retiré son unité au dernier moment vers l'Abbaye de Royaumont où elle a poursuivi sa mission humaine avec le plus grand dévouement". Toutefois, Frances Ivens ne reçut aucune médaille britannique pour sa participation à la Première guerre mondiale en tant que chirurgienne.
Elle reçoit également la Médaille d’honneur des épidémies. En 1926, elle est élue vice-présidente de l'institution médicale de Liverpool. L'Université de Liverpool lui décerne le diplôme honorifique de Master en chirurgie en 1926 et, la même année, elle devenue Commandeur de l’ordre de l’Empire britannique (CBE) (3e grade de l’ordre de chevalerie britannique). 
En 2018, l’association Plume Poésie crée un spectacle (chant, théâtre, lecture….) à propos de l’exploit accompli par ces femmes écossaises à l’Abbaye de Royaumont.